# Streetracing

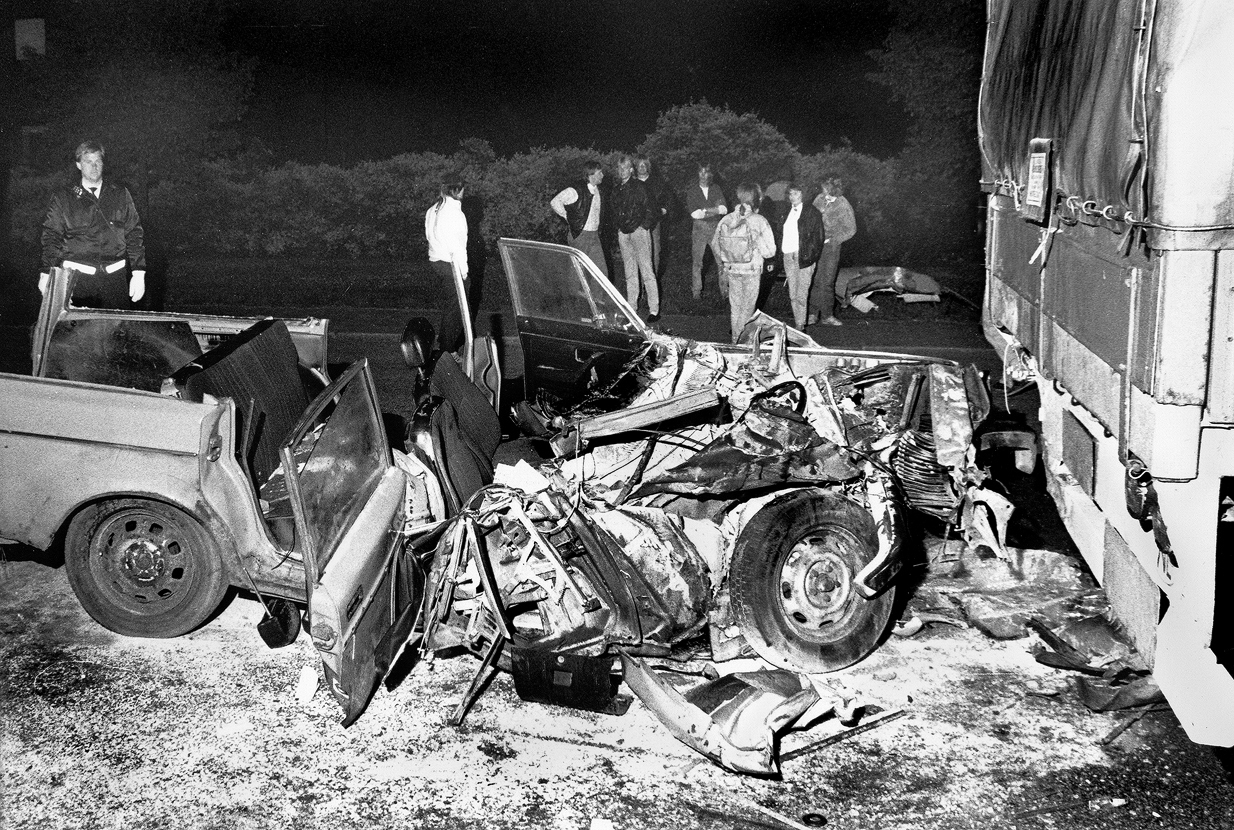
En polis vaktar vraket efter en olycka. Chockade ungdomar är samlade efter att deras "vän" avled efter ett streetrace. Bilen körde i hög fart in i en parkerad lastbil. Malmö hamn 1988.

Streetracing (efter engelskans street racing) kallas olagliga biltävlingar som körs i trafiken. Det är en del av undergroundkultur och har körts i större utsträckning sedan 1930-talet. Brotten utgörs huvudsakligen av fortkörning och att köra på olovlig väg. Dock kan också streetracing köras på allmän väg.[källa behövs]
Streetrace-lopp var relativt vanliga i Sverige på 1980-talet.[källa behövs]
Det finns en laglig form av street racing som kallas blackrace. Då kör man med gatbilar på en avstängd gata. Loppen körs på tid och inte mot varandra, även om tiderna jämförs och man oftast brukar köra två och två (en i varje fil) för att öka effektiviteten.[källa behövs]